# Varanus salvadorii
Varanus salvadorii — вид плазунів з родини варанових. Ендемік острова Нова Гвінея, хижак завдовжки до 2,5 м із середньою вагою 20 кг.

## Опис
Це найбільші варани Нової Гвінеї, завдовжки до 2,5 м, із середньою вагою 20 кг. У них довгі хвости, як правило, в два рази більші ніж решта тіла. Колір тіла в основному чорний з вкрапленнями жовтого, білого або зеленого, зі складками навколо шиї. Вони мають круглі мордочки з довгими роздвоєними язиками, дуже довгі вертикальні зуби, а також сильні кігті. Самці, як правило, більші, ніж самиці.

## Середовище проживання
Ендемік острова Нова Гвінея (Папуа Нова Гвінея та Індонезія). В основному проживає в умовах прибережної низовини — тропічних лісів і мангрових боліт. Хоча вони зазвичай знаходяться від рівня моря до 200 метрів над рівнем моря, ці тварини можуть бути знайдені в горах на висотах до 650 метрів над рівнем моря. Вони можуть бути як деревними так і наземними, в залежності від наявності сонячного світла і видобутку. Оскільки цей вид живе в тропічних лісах, оптимальні температури високі, 29–31ºC протягом дня.

## Поведінка
Вони надзвичайно моторні й використовують довгі хвости, щоб допомогти в балансі, коли вони стрибають серед гілок, і використовують скорочення м'язів горла, щоб накачати кисень до легень, коли їм потрібно рухатися швидко і раптово. Загалом, варани, як відомо, мають добре розвинені слух і зір. Язик використовується для хеморецепції й нюху. Особини спілкуються один з одним візуально, через дотик, і звук, коротке шипіння у широкому діапазоні частот як попередження. V. salvadorii є м'ясоїдними, харчуються дрібними тваринами. Як відомо, полюють як на дорослих птахів, так і їх яйця. Вони також їдять дрібних ссавців (наприклад, гризунів), рептилій, амфібій, комах, а також падло.

## Відтворення
Немає ніяких даних про шлюбну поведінку або розвиток цього виду в дикій природі, але він був вивчений у неволі. Кладки з 4–12 яєць закладаються в період з серпня по січень в добре прихований отвір (виритий самицею). Більшість яєць є безплідними в неволі. Рівні вологості й кисню (над рівнем моря), очевидно, є важливими факторами в процесі розвитку яйця. Вага та розміри яєць, а також малюків, є широко змінними; причина цього невідома. Тривалість життя в дикій природі невідома. У неволі, вони живуть протягом 12–20 років.

## Загрози та охорона
Як вважається, єдиними хижаками в природному середовищі для V. salvadorii є люди, які становлять небезпеку для цих ящірок, через вирубку лісів і вбивство задля м'яса та шкур (на одяг і для ритуальних барабанів). Цей вид не був оцінений МСОП. Вид занесений до Додатка II СІТЕС, що свідчить про те, що він, поки ще не розглядається як такий, що знаходяться під загрозою зникнення.

## Галерея

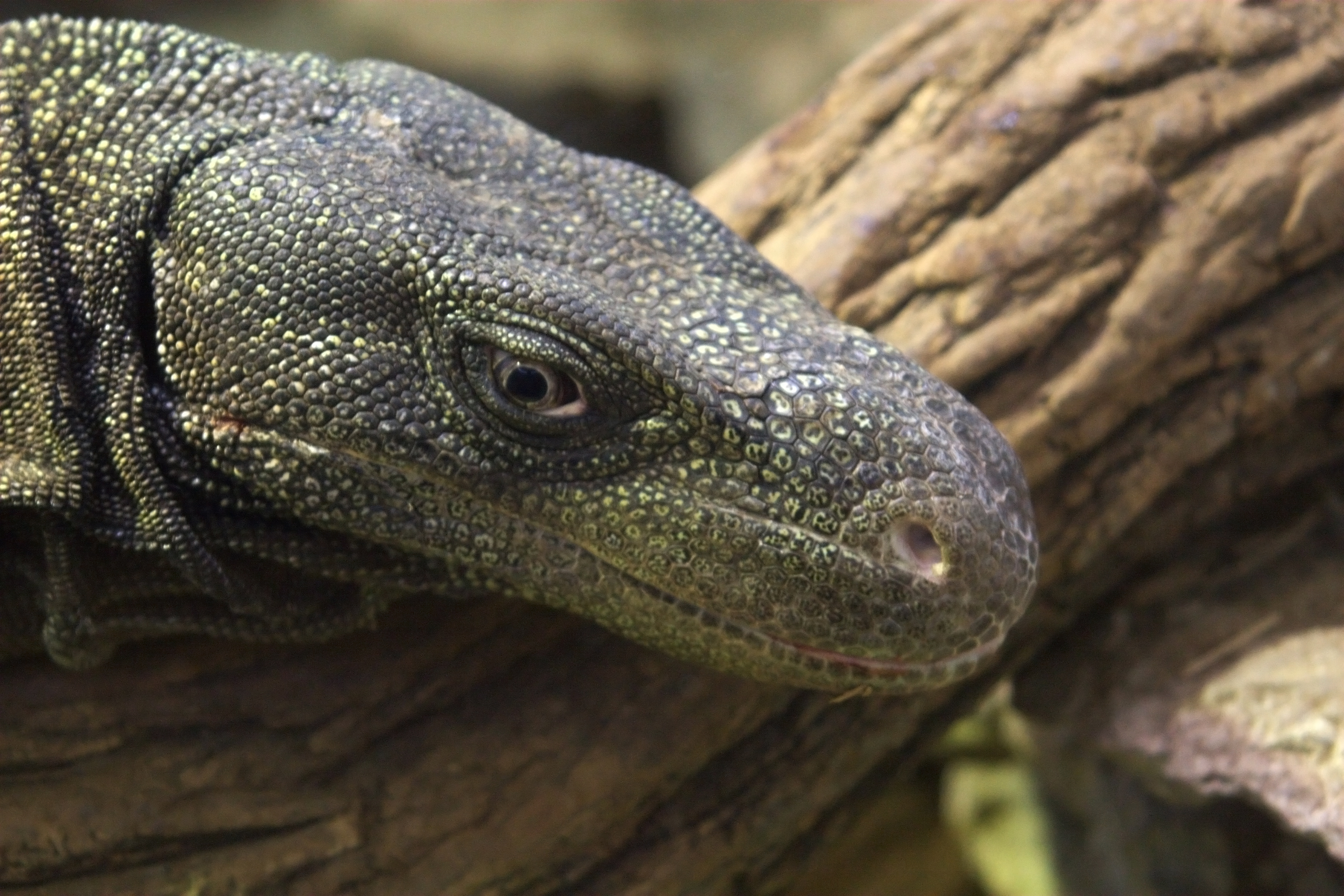